# بتسيلم
بِتْسِيلِم (بالعبرية: בְּצֶלֶם؛ معناه: على صورة [الله]) هي منظمة غير حكومية إسرائيلية، تصف نفسها بأنها «المركز الإسرائيلي للمعلومات عن حقوق الإنسان في الأراضي المحتلة». أقيمت في 3 فبراير 1989 على يد أشخاص إسرائيليين ذوي تأثير، بما فيهم محامون، أكاديميون، صحافيون، وأعضاء كنيست. تعلن المنظمة أن أهدافها هي توثيق وتثقيف الجمهور الإسرائيلي حول الاعتداءات على حقوق الإنسان في الأراضي المحتلة، محاربة ظاهرة إنكارها السائدة بين الجمهور الإسرائيلي. تقوم المنظمة بانتقاد خروقات حقوق الإنسان التي تتم في الأراضي المحتلة الموجهة ضد الفلسطينيين أو الإسرائيليين، ولكن دراساتها تتطرق إلى الاعتداء على الطرف الفلسطيني فقط.
حصلت بتسيلم على جائزة كارتر-مينيل لحقوق الإنسان في ديسمبر 1989.
تحصل بتسيلم على تمويلها من تبرعات من صناديق معينة (معظمها صناديق تابعة لوزارات الخارجية البريطانية والنرويجية، وصندوق تشجيع الديموقراطية وحقوق الإنسان التابع للاتحاد الأوروبي) ومن أفراد من إسرائيل وبقية العالم.

## التسمية
تعني «بتسيلم» (بـ تسيلم) «على صورة»، وهي كلمة عبرية مقتبسة عن الآية 27 من سفر التكوين التي تتطرق إلى حقوق الإنسان من منطلق الاعتقاد «بخلق الله له على صورته»:
| بتسيلم | "ויברא אלוהים את האדם בצלמו, בצלם אלוהים ברא אותו, זכר ונקבה ברא אותם." | بتسيلم |

أي:
| بتسيلم | فخلق الله الإنسان على صورته، على صورة الله خلقه ذكرا وأنثى. | بتسيلم |

## النشاطات
نشرت بتسيلم حتى الآن عشرات التقارير المتطرقة إلى حقوق الإنسان بالأراضي المحتلة، حول مواضيع مثل التعذيب، إطلاق النار القاتل على أيدي قوات الأمن، تحديد الحركة، مصادرة الأراضي وحتى مواضيع مثل التخطيط والبناء الإسرائيلي في شرقي القدس، اعتقالات إدارية، وعنف المستوطنين. تؤمن المنظمة أن مجرد الاستيطان في الأراضي المحتلة يعتبر خرقا إسرائيليا للقانون الدولي، بسبب المنع الذي تفرضه وثيقة جنيف الرابعة (بند 49) حول استيطان القوة المحتلة في الأراضي التي احتلتها، وترى أنه ينطبق على دولة إسرائيل. ترفض المنظمة إزاحة مسار الجدار الفاصل عن الخط الأخضر واقتطاع أراضي من الضفة الغربية، لأجل الإضرار بحقوق الإنسان الفلسطيني المتواجد بين الجدار والخط الأخضر أو أولئك الذين يفصل الجدار بين بيوتهم وأراضيهم الزراعية. تدعي بتسيلم أن الدوافع لمسار الجدار الفاصل هي سياسية في جوهرها، وليس أمنية كما تعرضها الحكومة الإسرائيلية.
في السنوات الأخيرة بدأت بتسيلم بإنتاج أفلام فيديو قصيرة حول مواضيع مختلفة بخصوص خرق حقوق الإنسان في الأراضي المحتلة. معظم الانتقادات تتطرق إلى خروقات حقوق الإنسان من قبل إسرائيل، ولكن المنظمة تنتقد أيضا تلك التي تقوم بها السلطة الفلسطينية بخرق حقوق الإنسان لكل من الإسرائيليين والفلسطينيين، تطالب السلطة الفلسطينية بالقيام بكل ما في وسعها لمنع الهجوم على المواطنين الإسرائيليين، وتطلب منها التحقيق ومقاضاة المسؤولين عن العمليات التفجيرية.
تقوم المنظمة أيضا بتقديم التقارير عن حالات اعتداء منظمات ومواطنين فلسطينيين بإسرائيليين، فلسطينيين أو مواطنين أجانب، وتستنكر كل اعتداء موجه ضد مدنيين، وتعتبر المنظمة ذلك «خرقا خطيرا» للقانون الدولي وكـ«جرائم حرب». ترفض المنظمة محاولات بعض المتكلمين الفلسطينيين لتبرير الهجوم على المستوطنين، وعلى الرغم من موافقتها على عدم شرعية المستوطنات، تدعي بأن سكانها هم مواطنون بشكل واضح، ولذلك فهم مستحقون لكل الحماية التي يعطيها القانون الدولي للمواطنين. «بتسيلم» تعرف خطف الجندي غلعاد شليط كجريمة حرب.
تنتقد بتسيلم أيضا تجنيد التنظيمات الفلسطينية للقاصرين للقتال أو نقل وسائل قتالية.

## وصلات خارجية
- الموقع الرسمي لمنظمة بتسيلم
- معطيات نشرتها بتسيلم عن الخسائر البشرية لانتفاضة الأقصى